# 오르세스긴혀박쥐
오르세스긴혀박쥐(Lonchophylla orcesi)는 주걱박쥐과(신세계잎코박쥐과)에 속하는 남아메리카 박쥐의 일종이다. 에콰도르의 토착종이다.

## 특징
작은 크기의 박쥐로 머리부터 몸까지 몸길이는 61mm이다. 전완장은 47mm, 꼬리 길이는 11mm, 발 길이는 14.8mm, 귀 길이는 17mm이고 몸무게는 최대 22g이다.